# 清水町 (盛岡市)
清水町（しみずちょう）は、岩手県盛岡市の地名。丁番は持たない単独町名である。住居表示実施済み区域。郵便番号は020-0875。

## 地理
岩手県盛岡市南西部に位置する。
域内は住宅地や商店が混在しており、南部には北上川が流れる。

## 歴史
かつての盛岡市六日町、馬町、穀町、大清水小路、上衆小路、多賀の各一部にあたる。
「清水」の町名は、かつての大清水小路の名にちなみ、付近一帯に清水が湧出する所が多かったことによる。
なお、盛岡砂子によると、由来となった湧水のあった場所については、滝沢氏邸前の冷水、及び塩川左内居宅門内の清水とする二説があるとされ、特に塩川左内の居宅門内の清水は名水であり、かつては鍋釜の鉄気を除き、また、痢病に飲めば効果があるとされたと記録されている。
1868年（明治元年）には陸中国岩手郡東中野村の一部となった。
1889年（明治22年）4月1日、市制施行により盛岡市が発足し、1963年（昭和38年）に住居表示が実施され、盛岡市六日町、馬町、穀町、大清水小路、上衆小路、多賀の各一部から、清水町が成立、現在に至る。

## 世帯数と人口
2023年（令和5年）6月1日現在の世帯数と人口は以下の通りである。
| 大字・丁目 | 世帯数  | 人口   |
| ---------- | ------- | ------ |
| 清水町     | 954世帯 | 1643人 |

## 交通

### 鉄道
域内に鉄道駅は存在しない。盛岡駅及び仙北町駅が最寄り駅となる。

### 道路
- 岩手県道120号不動盛岡線

## 河川
- 北上川

## 施設
- 南昌荘
- 旧石井県令邸
- 盛岡商工会議所

### 書籍
- 「角川日本地名大辞典」編纂委員会 編『角川日本地名大辞典 3 岩手県』角川書店、1985年。ISBN 4-04-001030-2。
- 平凡社『日本歴史地名大系 03 岩手県の地名』角川書店、1990年7月13日。ISBN 4-58-249003-4。